# Zietensaue
Zietensaue ist ein Wohnplatz der Gemeinde Dreetz des Amtes Neustadt (Dosse) im Landkreis Ostprignitz-Ruppin in Brandenburg.

## Geografie
Der Ort liegt 5 Kilometer südlich von Dreetz, 11 Kilometer südlich von Neustadt (Dosse) und 29 Kilometer südwestlich von Neuruppin auf der Gemarkung von Bartschendorf. Die Nachbarorte sind Webers Plan, Baselitz und Bartschendorf im Nordosten, Kleßen im Südosten, Ohnewitz und Neuwerder im Südwesten, Giesenhorst im Westen sowie Sterns Plan und Wolfs Plan im Nordwesten.